# The Faint

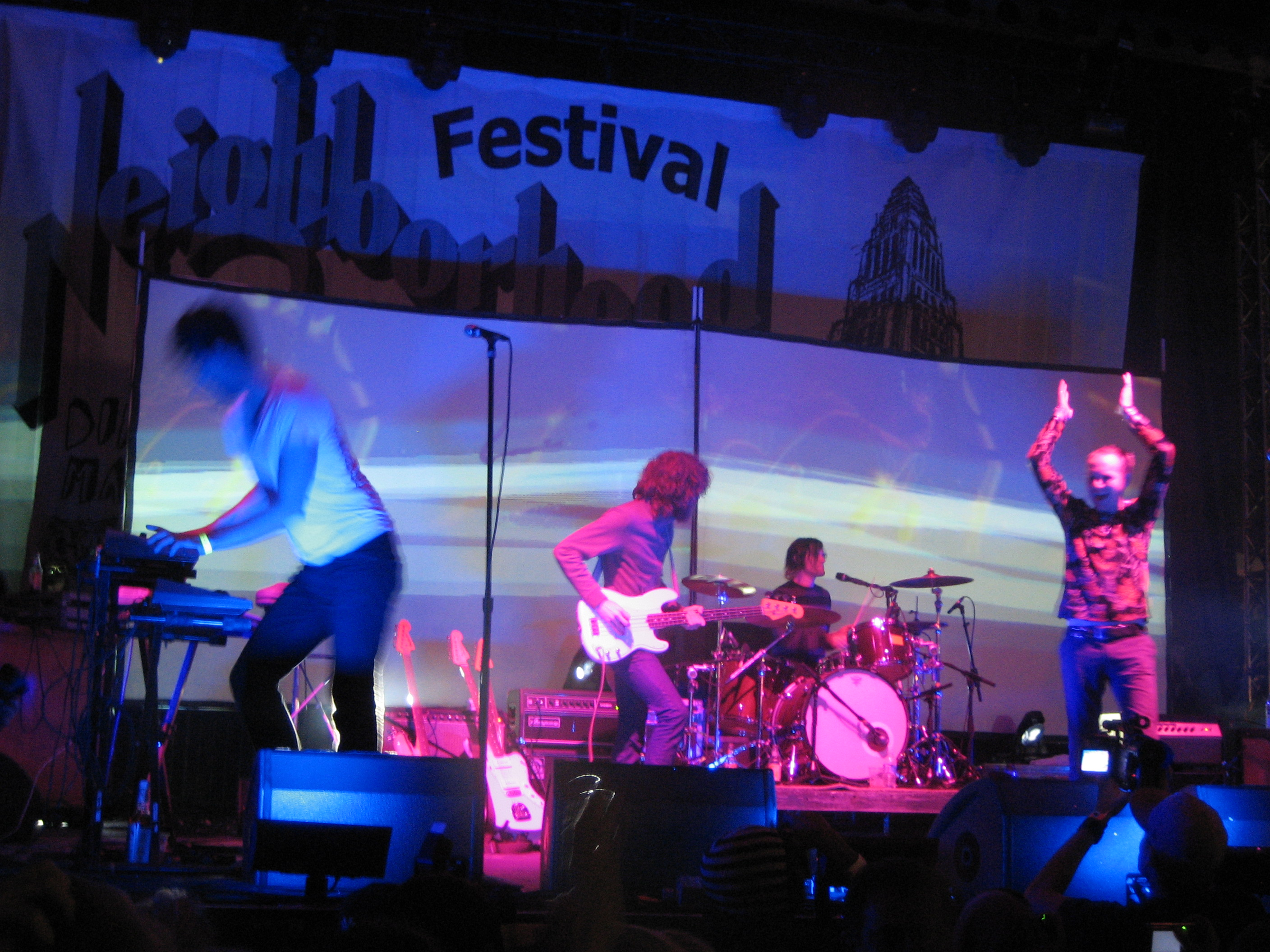
The Faint no Neighborhood Festival 2007.

The Faint é uma banda de new wave formada em Omaha, Nebraska, e conhecida anteriormente como Norman Bailer, em referência à Norman Mailer.

## Discografia

### Álbuns
- Sine Sierra (Norman Bailer) (1995 · Lumberjack)
- Media (1998 · Saddle Creek)
- Blank-Wave Arcade (1999 · Saddle Creek)
- Blank-Wave Arcade Remixes (2000)
- Danse Macabre (2001 · Saddle Creek)
- Danse Macabre Remixes (2003 · Astralwerks)
- Wet from Birth (2004 · Saddle Creek)
- Fasciinatiion (2008 · blank.wav)[1]

### Singles e EPs
- Mote EP (2001 · Gold Standard Laboratories)
- Agenda Suicide (2002 · City Slang)
- I Disappear (2004 · Saddle Creek)
- Desperate Guys (2004 · Saddle Creek)
- The Geeks Were Right (2008 · blank.wav)